# Paul-Marie de La Gorce
Pour les articles homonymes, voir De La Gorce.
Paul-Marie de La Gorce, né le 10 novembre 1928 à Paris et mort le 1er décembre 2004 à Neuilly-sur-Seine, est un journaliste, écrivain et historien français.

## Biographie

### Jeunesse et études
Fils de Paul de La Gorce, directeur du LCIE Bureau Veritas (Laboratoire central des industries électriques), et de Henriette de Lescure, il est également le petit-fils de Pierre de La Gorce, historien et magistrat français.
Paul-Marie de La Gorce suit ses études secondaires au lycée Condorcet. Une fois le baccalauréat en poche, il étudie à la faculté de lettres de Paris. Il obtient un doctorat en science politique.

### Carrière
Il a travaillé pour Science et Vie, France-Observateur, L'Express, Jeune Afrique, Le Figaro, Témoignage chrétien, Le Monde diplomatique et Radio France. Il est attaché à la direction des éditions de Montsouris de 1955 à 1959 et directeur de L'Actualité, magazine gaulliste de gauche, de 1969 à 1971.
En 1960, il signe un article sur l'Antarctique dans la revue Science et Vie n°510, dans lequel on peut lire des faits surprenant :

« ... Pour éviter le gel définitf, jour et nuit, les moteurs des véhicules terrestres et des avions tournent... Mais la nature aime à jouer des tours aux hommes : les savants soviétiques qui purent à Sovietskaya trouver au froid des dimensions nouvelles visitèrent «l'Oasis» de Benguer : 500 kilomètres carrés de sol complètement libre de glace, une température de plus de 25°, des lacs, des cours d'eau, une maigre végétation de lichens et de mousses, des oiseaux de plusieurs espèces ! Les Russes cherchèrent la raison de cette anomalie stupéfiante. Ils la trouvèrent. Au sud, une chaîne de montagnes arrête les vents froids de l'intérieur ainsi que les millions de tonnes de glace et de neige entraînées par le blizzard; au nord, l'océan exerce son action adoucissante; sur place, plus de glaces éternelles; l'été, le soleil fait fondre la glace de l'année, après quoi des rayons chauds sont absorbés par le sol rocheux qui "conserve" une réserve de calories... Rare exception. Partout ailleurs, l'Antartique offre son éternel visage d'étendues glacées. ... »

En 1965, il est chargé de travaux au Centre d'études de politique étrangère, dont il devient président.
Membre du comité central et du bureau politique de l'UDR de 1967 à 1973, fondateur du club Nouvelle Frontière et considéré comme un gaulliste de gauche, proche de Michel Jobert et de Jean-Pierre Chevènement, il est conseiller technique aux cabinets des ministres Christian Fouchet de 1967 à 1968 et Yves Guéna en 1968, directeur du cabinet de Léo Hamon, secrétaire d'État auprès du Premier ministre Jacques Chaban-Delmas, du 4 juillet 1969 à sa nomination comme directeur du magazine L'Actualité le 29 septembre 1969, et conseiller au cabinet du Premier ministre gaulliste Pierre Messmer de 1972 à 1974.
Il est l'auteur d'une vingtaine d'ouvrages historiques et d'essais. Il a dirigé les revues Défense nationale (de 1989 à 1995) et L'Espoir.
Le 23 novembre 1971, il est nommé par Pierre Desgraupes conseiller en politique étrangère de l'unité d'information de la première chaîne de télévision. Il est également commentateur de politique étrangère à l’ORTF puis sur TF1 et chef du service étranger de Radio-France de 1985 à 1993.
Il est membre du Haut conseil de la mémoire combattante de 1997 à 2004.
Il est soupçonné d'être un agent du KGB soviétique sous le nom de code Argus par plusieurs responsables de la Direction de la Surveillance du territoire, et d'avoir tenté d'influencer les élections législatives françaises de 1973 en défaveur de l'Union des républicains de progrès. Décrit par Le Figaro, comme faisant partie des « espions rétribués », Paul-Marie de La Gorce aurait écrit, de 1960 à 1963, des mémos pour le GRU (service de renseignement militaire russe).

## Sources
Les papiers personnels de Paul-Marie de La Gorce sont conservés aux Archives nationales sous la cote 588AP

## Publications
- La République et son armée, 1963
- De Gaulle entre deux mondes, 1964
- Clausewitz et la stratégie moderne, 1964
- La France pauvre, 1965
- La France contre les Empires, 1969
- Pour un nouveau partage des richesses, 1972
- L'Effort de défense des grandes puissances, 1975
- L'Après guerre, Grasset, 1978.
- Naissance de la France moderne, vol. 1 : L'Après-guerre, 1944-1952, Paris, Bernard Grasset, 1978, 525 p. (ISBN 2-246-00567-1, présentation en ligne).
- Naissance de la France moderne, vol. 2 : Apogée et mort de la IVe République, 1952-1958, Paris, Bernard Grasset, 1979, 616 p. (ISBN 2-246-00742-9).
- L'État de jungle, 1982
- La Prise du pouvoir par Hitler 1928-1933, 1983, 7e Prix Fondation Pierre-Lafue 1983
- La Guerre et l’atome, 1985
- L'Empire écartelé, 1936-1946, Denoël, 1988
- Requiem pour les révolutions, 1990
- La Première guerre mondiale, 1991
- L'Aventure de l'atome, 1992
- La Première Guerre mondiale, Flammarion, 1995  (ISBN 2-08-035154-0).
- 39-45, une guerre inconnue, Flammarion, 1995  (ISBN 2-08-067099-9).
- Le Dernier empire, 1996
- De Gaulle, Perrin, 1999  (ISBN 2-26-201612-7).

## Distinctions
- Officier de la Légion d'honneur (1er janvier 2003)[12]
- Chevalier de l'ordre national du Mérite